# فیل ادواردز
فیل ادواردز (انگلیسی: Phil Edwards؛ ۲۳ سپتامبر ۱۹۰۷ – ۶ سپتامبر ۱۹۷۱ (aged ۶۳)) یک پزشک اهل کانادا بود.